# 錦生村 (三重県)
錦生村（にしきおむら）は三重県名賀郡にあった村。現在の名張市の南西端にあたる。

## 地理
- 山岳：茶臼山
- 河川：宇陀川

## 歴史
- 1889年（明治22年）4月1日 - 町村制の施行により、安部田村・黒田村・結馬村・井手村・矢川村・上三谷村・竜口村の区域をもって名張郡錦生村が発足。
- 1896年（明治29年）4月1日 - 所属郡が名賀郡に変更。
- 1951年（昭和26年）4月1日 - 名張町に編入。同日錦生村廃止。

## 交通

### 鉄道路線
旧村域を近鉄大阪線が通過したが、駅は所在しなかった。